# Tlacuatzin canescens
Genre
Espèce
Synonymes
- Marmosa canescens (J.A. Allen, 1893)

Répartition géographique
Statut de conservation UICN

 LC  : Préoccupation mineure
Tlacuatzin canescens est une espèce de mammifères de la famille des Didelphidae. C'est l'unique espèce du genre monotypique Tlacuatzin. On rencontre ce petit marsupial uniquement au Mexique, pays dont il est endémique.

## Classification
Cette espèce a été décrite pour la première fois en 1893 par le zoologiste américain Joel Asaph Allen (1838-1921) et le genre Tlacuatzin en 2003 par les américains Robert S. Voss, mammalogiste, et Sharon A. Jansa, biologiste . 

Selon Catalogue of Life (8 juin 2015) et Mammal Species of the World (version 3, 2005)  (8 juin 2015) :
- genre Tlacuatzin Voss & Jansa, 2003
  - espèce Tlacuatzin canescens (J. A. Allen, 1893)
    - sous-espèce Tlacuatzin canescens canescens (J. A. Allen, 1893)
    - sous-espèce Tlacuatzin canescens gaumeri (Osgood, 1913)